# ارشاک
اَرشاک یا آساک؛ اساک. [اَس ْ سا] (اِخ) 
در عهد اشکانی در محدوده خراسان بزرگ اختصاص داده بودم. در این راه، نسا و مرو را در حد توان معرفی کردم اما باز هم هستند شهرهایی که در عهد اشکانیان در خراسان ایجاد شده‌ و اکنون آثاری از آنان برجای است، اما آن‌گونه که باید و شاید مورد تحقیق و کاوش قرار نگرفته و برهمین اساس تاریخچه کامل و مدونی ندارند. در این نوشتار اشاره‌ای مختصر به چند شهر دیگر ساخته شده توسط پادشاهان پارتی در خراسان بزرگ می‌کنم.[۱] قوچان بدون شک از قدیمی ترین شهر‌های ایران و جهان بوده است

## آساک نخستین پایتخت اشکانی
براساس آنچه کتب مختلف تاریخ ثبت کرده‌اند، ارشک موسس سلسله اشکانی پس از غلبه بر پادشاهان سلوکی در منطقه‌ای به نام «آساک» تاج شاهی بر سر گذاشت و این سلسله را تشکیل داد.شهرهای ساخته شده در عهد اشکانی در محدوده خراسان بزرگ اختصاص داده بودم. در این راه، نسا و مرو را در حد توان معرفی کردم اما باز هم هستند شهرهایی که در عهد اشکانیان در خراسان ایجاد شده‌ و اکنون آثاری از آنان برجای است، اما آن‌گونه که باید و شاید مورد تحقیق و کاوش قرار نگرفته و برهمین اساس تاریخچه کامل و مدونی ندارند.[۲]
براساس آنچه کتب مختلف تاریخ ثبت کرده‌اند، ارشک موسس سلسله اشکانی پس از غلبه بر پادشاهان سلوکی در منطقه‌ای به نام «آساک» تاج شاهی بر سر گذاشت و این سلسله را تشکیل داد. وی این منطقه را به شهری قابل‌توجه تبدیل کرد و آن را پایتخت خود قرار داد. اسناد ذکر می‌کند که این شهر در منطقه شمال‌شرقی ایران کنونی و درست در منطقه‌ای قرار داشته که شهر موجود در آن را اکنون با نام قوچان می‌شناسیم. به عبارت بهتر قوچان امروزی و خبوشان دو سده قبل همان آساک پایتخت نخستین اشکانیان است. آساک را محمدجواد مشکور در کتاب ایران در عهد باستان این‌گونه معرفی کرده است: «آساک نام شهری بود از دهستان یا کوهستان خراسان همان‌جا که پارت نامیده می‌شود و بانی آن اشک اول بوده است.[۳]
ایزیدور خاراکی معتقد است که قدیمی‌ترین پایتخت پارت‌ها در محلی به نام استاکا یا ارسکا در منطقه قوچان کنونی بوده که بعد از آن آساک نام برده شده است. بعضی بر این عقیده‌اند که محل اقامت خانواده اشکانی در آساک بود و این اسم از آنجا آمده و به اشاک و ارشک و اشک و اشکانیان تبدیل شده است.» کیکاوس جهانداری نیز در تاریخ ایران و ممالک همجوار آن، درباره آساک نوشته است: «اشک نخستین بار در شهر آساک و حدود قوچان کنونی، پادشاهی خود را اعلام کرد. نیلسون دوبوار می‌نویسد اندراگوراس که از قبل انطیوکوس دوم بر پارتیا حکومت می‌کرد، در این کشمش به قتل رسید و ظاهراً ارساسیس در شهری به نام آساک که در نزدیکی قوچان در وادی اترک واقع بود، تاج شاهی بر سر نهاد.»همچنین استاد رشید یاسمی در کتاب ایران در زمان ساسانیان آورده است: «هوفمان حدس زده است که آتش جاودانی شهر آساک در ایالت آستائوین که ارشک موسس سلسله اشکانی در حضور آن به تخت شاهی نشست با آتش آذربرزین‌مهر مطابقت دارد، زیرا مکان این آتش در عهد ساسانیان نزدیک شهر آساک بوده است.»سرانجام اینکه باز هم محمدجواد مشکور در پارت‌ها یا پهلوانان قدیم آورده است: « آلفرود فن گوتشمید، آستاونه که شهر قوچان را نیز شامل است یکی از ساتراپ‌های هجده‌گانه دوره اشکانی می‌داند و خبوشان کنونی را یکی از شهرهای آن به‌شمار می‌آورد. در همین شهر بود که قبیله پرتی ارشاک را در سال ۲۴۹ ق. م به شاهی برگزیدند.»[۴]

## قلعه کهن بیدواز
شهرستان اسفراین یکی از کهن‌شهرهای خراسان است که درباره قدمت آن روایات مختلفی نقل شده است. وجود دو محدوده شهری بزرگ یعنی شهر بلقیس و قلعه کهن بیدواز در محدوده این شهرستان عمده دلایلی است که از سوی مورخان برای قدمت این شهر بیان می‌شود. در این بین قلعه کهن بیدواز براساس اسناد در اصل بقایای شهر یا شهرکی از دوران حکومت پارت‌ها بر ایران است. بقایای قلعه بیدواز که در تاریخ ۳۰ بهمن ۱۳۸۶ با شماره ثبت ۲۱۱۰۳ به‌عنوان یکی از آثار ملی ایران به ثبت رسیده در شهرستان اسفراین، بخش مرکزی، دهستان میلانلو، ۵۰ متری شمال روستای بیدواز واقع شده است .قلعه کهنه بیدواز بر روی یک پشته طبیعی بنا شده است. متاسفانه تحقیقات لازمی درباره واقعیت این مجموعه انجام نشده، اما تخریب بسیار زیاد آن و نیز جابه‌جایی و رانش زمین اطراف این اثر از گذشته دور آن حکایت دارد. این اثر بارها از سوی اهالی و کسانی‌که سودای گنج دارند مورد کاوش و تخریب قرار گرفته است. در زیر این اثرتاریخی راهرو‌هایی وجود دارد که گویا برای محافظت از حمله 
راهزنان ایجاد شده است. این دالان‌های زیرزمینی بسیار طولانی بوده و در سه جهت کشیده شده است. به‌دلیل گذر زمان و ریزش قسمت‌هایی از آن و نیز تنگی این راهروها امکان پیمودن کامل آن‌ها برای کشف اسرار این اثر تاکنون میسر نشده است. این قلعه دارای دیوارهایی به قطر تقریباً ۸۰ تا ۹۰ سانتی‌متر یا یک متر برای دیواره‌های اصلی می‌باشد و دارای پنج برج که چهار برج در خود قلعه و یک برج در فاصله‌ای دورتر در بیرون از قلعه واقع شده است.[۵]

## قلعه نهبندان
شهر پارتی نهبندان
درست در میانه شهر کنونی نهبندان بقایای قلعه‌ای قرار دارد که به آن شاه‌دژ می‌گویند. تحقیقات باستان‌شناسی بازگوکننده این امر است که شاه‌دژ در اصل شهری اشکانی است، زیرا این قلعه همانند تمام شهرهای ساخته‌شده توسط پارتیان پلان دایره‌ای‌شکل دارد و حصاری پیرامون آن را فراگرفته است. مصالح به‌کار رفته در این قلعه چینه و خشت است و دروازه‌ای منتهی به یک هشتی وسیع، فضای ورودی قلعه را تشکیل می‌دهد. در انتهای این دروازه گذرها و کوچه‌هایی واقع شده‌اند. درحال حاضر جز بخشی ازحصار اطراف قلعه، اثری از این قلعه یا شهر تاریخی باقی نمانده است.شواهد تاریخی و حدسیات باستان‌شناسان حکایت از آن دارد که قلعه نهبندان، همان شهر نه، ازجمله شهرهای معروف دوره اشکانی است. وجود آثاری از دوره پیش از اشکانی و سفال‌هایی از دوره‌های بعد تا زمان حکومت صفویه، نشان می‌دهد قلعه نهبندان تا این دوره مورد استفاده اهالی منطقه بوده است. با توجه به اینکه درحال حاضر هیچ نشانه‌ای از آثار مدفون شده در زیر خاک و سنگ قلعه وجود ندارد، باید گفت اشکانی بودن قلعه برای باستان‌شناسان اثبات شده است؛ اما جزئیات قلعه و دوره زمانی استفاده از آن باید با استفاده از پژوهش‌های میدانی مشخص شود.[۶]